# 螢火蟲之墓 (小說)
《螢火蟲之墓》（日语：火垂るの墓），為日本小說家野坂昭如以自身在二次大戰的體驗為題材，所創作出帶有半自傳性質的小說，並曾獲1967年下半期的第58屆直木賞。
該部小說在1988年由吉卜力工作室的高畑勳執導，改編成同名動畫在日本東寶系院線公映。並分別在2005年及2008年改編成電視劇及真人電影。

## 原作小說
原為野坂昭如於1967年10月在《 》雜誌上發表的短篇小說，隔年與另一篇著作《美國羊栖菜》合併；以《美國羊栖菜・螢火蟲之墓》成冊發行。
小說的內容靈感取材於作者在中學期間遇到神戶大空襲時，為了避難所經歷的一連串事蹟。當時為別人門戶下養子的野坂昭如，帶著與他同樣為別人認養、沒有血緣關係、年齡約一歲多的妹妹一路逃難疏散。
而作者事後坦白表示著，年少的他本身未能像在他筆下《螢火蟲之墓》小說裡的清太竭盡一切所能地照料妹妹，反而也曾經因受不了妹妹的哭鬧而拍打她的頭。事後疏散到福井縣的妹妹因營養不足而逝世，當時妹妹瘦弱死去的模樣，則深深烙在作者的心中。而《螢火蟲之墓》小說，則是野坂帶著懊悔心情所創作出的故事。
作品標題未使用日文中常用來代表螢火蟲的字，而使用同音異字的表示，有意突顯螢火蟲「火球」之義。；靈魂被描述成為一顆漂浮、搖曳的火球，而螢火蟲與之相似。電影海報背景有模糊B-29轟炸機，似有意以模糊概念以螢火蟲代表M69燃燒彈所產生的戰爭意象。

### 劇情簡介
在二戰結束後、三之宮站有一名虛弱死去的少年，在車站人員將少年的屍體挪開時，發現他身上藏有一罐生鏽開不了的糖果罐。
對糖果罐不感興趣的站員將它扔到地上時、罐頭開口撒出白色粉末，即為少年先前死去的妹妹所燒出的骨灰。之後以倒敘的方式開始描述先前少年與他妹妹在躲避神戶大空襲時，所面臨的種種一切。

### 登場人物
清太
一名14歲的少年，在神戶大空襲後失去了住家及母親，帶著年幼的妹妹前往遠親家居住。
後續因不耐在遠親家被數落的日子，便與妹妹一同離開搬離到河岸旁的防空洞生活，最後餓死在車站旁。
為野坂昭如以中學時期的自己為範本的角色。
節子
年齡4歲、清太的妹妹。在神戶大空襲後失去了住家及母親，跟哥哥清太前往遠親家居住。
與哥哥搬離到防空洞生活後因營養不良死去。
為野坂昭如以他年少期間照料的妹妹為範本的角色。
清太的母親
一名有心臟病的婦人，在神戶大空襲時全身被燒傷死去。

### 獎項榮譽
- 於1967年獲得第58屆直木賞。[8]

## 改編作品

### 電視劇
2005年10月下旬日本電視台為紀念二戰終戰六十年所製作「終戰六十年特別連續劇」系列的三部TV版單元劇其中之一，於2005年11月1日在該台播出，2006年2月22日發行DVD。
台灣於2006年5月23日由緯來日本台以原音加上中文字幕方式，分割成3天方式首播（2010年3月15日以同樣方式重播），2007年12月1日與2009年5月16日，再度以3小時05分一次播畢方式重播。

### 劇情
與動畫版的差異，這次是以平民澤野久子一家的立場為出發，敘述源造被迫上場作戰，久子含辛茹苦挑起家計，全家必須出外勞動和參加防火等街坊運動才能得到糧食的配給，有時還得拿家中值錢的物品典當，生活相當困苦。收留清太兄妹以後，發現清太兄妹過去生活在優渥的軍官家庭，被父親灌輸軍國主義的所謂尊嚴思想，因此生活習性和價值觀和自家格格不入，也種下了日後衝突的地雷。
清太經常拿照顧節子的理由不參加任何勞動工作，卻十分仰賴久子家的資源，久子全家拼命勞動還要另外負擔清太兄妹的口糧，街坊鄰居為此說起閒話，亦半夜經常得忍受節子因思念母親的哭鬧，後來源造戰死的通知單寄回家裡，當全家陷入喪失丈夫和父親悲傷的氣氛之際，清太卻聲稱姨丈得到了光榮、久子應該高興、自己的爸爸會替姨丈報仇等漂亮的話，終於引起久子對清太的反感。日後久子將全家的餐食以勞動量作分配，當然清太兄妹只能喝一點粥湯果腹。
雖然清太一次提供自家的糧食配給，以及同意典當母親的戒指換來白米，可是清太兄妹自認那都是私有財產，擁有部分獨享權以及賴在久子家遊手好閒的特許權，沒考慮過提供的糧食遲早會吃完的情況，更沒反省過自己是寄人籬下，不願在非常時期與久子全家共體時艱。一次他們還向久子表示白米都是他們的，讓久子聽了大為不滿，直言兩家乾脆分開炊事。分開炊事後，清太依然仰賴久子家的水電等其他資源，久子因此對清太冷語，不久清太就帶著節子出走到防空洞居住。
清太為求生存，開始做起偷竊農家作物和空襲時趁火打劫的勾當，讓原來同情清太兄妹的夏看在眼裡相當痛心，因此不再指責母親無情，也隨著戰事越來越迷離吃緊，久子漸漸收起原來慈善的性格。一次她去派出所保釋因偷竊被抓的清太，狠下心腸對他表示若有糧食也只想給自己的孩子吃，加上清太倔強偏執的性格，兩人不歡而散。戰爭結束後久子和夏試圖尋找清太兄妹，然而為時已晚，清太捧著節子的骨灰在車站掙扎地死去，遺體也被火化。

### 演員列表
（※黑體字為主要角色）
- 橫川家

橫川京子（清太之母，35歲）：夏川結衣
橫川清（清太之父，41歲）：澤村一樹
橫川清太（15歲）：石田法嗣
橫川節子（清太之妹，5歲）：佐佐木麻緒
- 澤野家

澤野久子（橫川京子之妹，清太之阿姨，35歲）：松嶋菜菜子
澤野源造（久子之丈夫，清太之姨丈，39歲）：伊原剛志
澤野夏（澤野家長女，16歲）：井上真央
澤野花（澤野家次女，12歲）：福田麻由子
澤野雪（澤野家三女，10歲）：飯原成美
澤野貞造（澤野家長子，7歲）：堀江晶太
澤野善衛（源造末弟，24歲）：要潤
- 60年後的人物（2005年）

澤野久子（終年95歲）
光村夏（澤野夏→光村夏，時年76歲）：岸惠子
光村惠子（久子之曾孫，時年16歲）：井上真央（分飾角色）
- 其他人物

松井榮作：段田安則
松井素子：岡本麗
吉岡利之：生瀨勝久
大林町會長：織本順吉
米店老闆：高松英郎
農夫：不破萬作
- 其他演員

小倉一郎、松澤一之、山西惇、春海四方、ト字隆夫、本多晉、西尾由佳理（當時為日本電視台主播）

### 製作人員
- 原作：野坂昭如
- 導演：佐藤東彌
- 製作人：村瀨健
- 劇本：井上由美子
- VFX監督：小田一生
- 標題：丹下紘希
- 宣傳：神山喜久子
- 音樂：澤田完
- 主題歌：Bank Band：《（為了將來誕生的孩子們）》※翻唱自Off Course樂團1980年發行的同名單曲。
- 音樂協助：日本電視台音樂
- 美術協助：日本電視台美術
- 制作協助：日本電視台映像中心、Total Media Communication
- 出品：日本電視台

### 攝影協助
兵庫縣
- 西宮市
- 神戶市

神戶高等學校
神戶垂水區上高丸團地
岡山縣
- 真庭市

真庭市立遷喬小學校
- 備前市
- 高梁市成羽町

廣島縣
- 福山市鞆町
- 竹原市

長野縣
- 諏訪郡原村

山梨縣
- 西八代郡上九一色村

栃木縣
大井川鐵道株式會社

## 真人電影版
真人電影版原先敲定由黑木和雄來負責執導，但因黑木和雄於2006年中風逝世，便將原先擔任黑木和雄助手的日向寺太郎升任為導演。起先日向寺太郎因在意自己「沒親身體驗過戰爭」的緣故而拒絕，之後在其他人說服下才接下導演一職。
電影於2008年7月5日公開上映，劇中場景皆在兵庫縣拍攝，並以西脇市的黒田莊町一帶景物為主。